# Florin Popete
Florin Popete (n. 27 decembrie 1977, Târgu Jiu, Gorj, România) este un fotbalist român care a evouluat ultima dată la echipa Pandurii Târgu Jiu pe postul de fundaș dreapta.

## Carieră
A debutat pentru Farul Constanța în Liga I pe 11 august 2001 într-un meci pierdut împotriva echipei Ceahlăul Piatra Neamț.